# Wilhelm Christian Suhrke
Wilhelm Christian Suhrke (Fredrikshald, 1863. november 2. – 1950. május 10.) német származású norvég politikus és építész. Édesapja Németországból költözött Norvégiába.